# Бергамски Алпи
Бергамските Алпи (на италиански Alpi Orobie, на английски Bergamasque Alps) са дял на Алпите, част от т. нар. Ломбардски Алпи (събирателно за алпийските масиви по северната граница на Ломбардия). Те са изолирана част на планината, свързани на севроизток чрез ниско било (проходът Вивоне) с близкия масив Ортлес, част от Ретийските Алпи. Представляват не много висок хребет с дължина около 80 км и едва надвишавайки на няколко места 3000 м. Дълги разклонения се спускат на юг, постепенно се снижават и се губят в Паданската низина. Разположени са между долината на река Ада (Валтелина) на север, езерото Комо от запад и река Ольо от изток и югоизток. В южното им подножие се намира град Бергамо, откъдето идва и името им. Разглеждани са и като Бергамски Алпи и Предалпи, като най-високата част (хребетът) е наричан от италианците с отделно име - Оробски Алпи. Изградени са от кристалинни и седиментни скали. Виската част на склоновете са покрити с широколистни гори (дъб, бук, кестен), нагоре следват иглолистни гори, а най-високит чсати са заети от алпийски пасища.
Най-високият връх е Пицо ди Кока (3050 м), следван от Редорта (3038 м) и Скаис (3038 м). В масива се намира връх Тримата господари (Pizzo del Tre Signori - 2554 м), наречен така, защото в миналото там са се събирали границите на Венецианската република, Миланското херцогство и швейцарския кантон Граубюнден. Две големи долини: Брембана и Сериана (на реките Брембо и Серио) разделят масива на три части. Орографски се дели на няколко по-малки групи.
Бергамските Алпи са лесно достъпни и затова са посещавани от много туристи и скиори. Дори за алпинистите има добри възможнсоти, тъй като повечето върхове са скалисти и със стръмни стени. Известна е екопътеката Via Alta delle Orobie, която се движи над 2000 м, преминава се за 6-7 дни и дава възможност за разглеждане на целия масив.